# Nuova voce...Nuovo stile...Nuove avventure
Nuova voce...Nuovo stile...Nuove avventure è l'album in studio d'esordio del cantautore italiano Franco Ricciardi, pubblicato nel 1986.

## Tracce
1. Nun me lassà
2. Ed ora piove
3. Al diavolo
4. Donna mia
5. Storia d'amore
6. Cristallo
7. Ragazza copertina
8. E guaglione da città
9. Un treno va
10. Facimm'ammore